# Emil Polit
Emil Polit (ur. 11 października 1940 w Zmysłówce koło Leżajska, zm. 4 stycznia 2024 w Rzeszowie) – polski malarz.

## Życiorys
Syn Franciszka Polita (1912-1985). W latach 1954–1959 był uczniem Państwowego Liceum Sztuk Plastycznych w Jarosławiu. Lata 1959–1965 spędził w Krakowie studiując na Akademii Sztuk Pięknych na wydziale malarstwa i grafiki. W 1965 roku uzyskał dyplom magistra sztuki w pracowni malarstwa prof. Wacława Taranczewskiego.
Po ukończeniu studiów zamieszkał w Rzeszowie. W roku 1966 został przyjęty w poczet członków Związku Polskich Artystów Plastyków. W latach 1972–1979 współpracował z Pracownią Sztuk Plastycznych w charakterze projektanta i realizatora prac w zakresie sztuki użytkowej. Od czasu uzyskania dyplomu ASP uprawia twórczość artystyczną w dziedzinie rysunku i malarstwa. W roku 1988 podjął pracę pedagogiczną w Państwowym Liceum Sztuk Plastycznych w Rzeszowie na stanowisku nauczyciela rysunku i malarstwa. W latach 1989–1991 pełnił funkcje prezesa rzeszowskiego okręgu Związku Polskich Artystów Plastyków. Cały czas aktywnie uczestniczył w wystawach malarstwa na szczeblu regionalnym, ogólnopolskim, i międzynarodowym. Brał także udział w wystawach połączonych z aukcjami dzieł sztuki na cele charytatywne takimi jak: Aukcje Polskiego Malarstwa Współczesnego w Nowym Yorku, Aukcje Towarzystwa Pomocy im. Św. Brata Alberta Bliźniemu Swemu, gdzie w 2002 r. został wyróżniony honorową statuetką towarzystwa, a także w aukcjach dzieł sztuki organizowanych przez Caritas diecezji rzeszowskiej.
W roku 1996 otrzymał nagrodę Miasta Rzeszowa w dziedzinie kultury, za wybitne osiągnięcia artystyczne w dziedzinie malarstwa. Był członkiem Towarzystwa Przyjaciół Sztuk Pięknych w Przemyślu. W 2003 został wyróżniony przez Dyrektora Centrum Edukacji Artystycznej nagrodą indywidualną II stopnia za szczególny wkład w rozwój edukacji artystycznej w Polsce.
Jego prace znajdują się w zbiorach Muzeum Narodowego w Przemyślu, Biura Wystaw Artystycznych w Rzeszowie, oraz kolekcjach instytucji i osób prywatnych w Polsce, USA, Watykanie, Włoszech, Belgii, Danii, Niemczech, Francji, Szwajcarii, Austrii i Kanadzie.
Został pośmiertnie odznaczony przez Prezydenta RP Andrzeja Dudę za zasługi w działalności artystycznej i twórczej Złotym Krzyżem Zasługi.
Pochowany 9 stycznia 2024 na rzeszowskim cmentarzu Wilkowyja.

## Malarstwo sakralne
Ważnym segmentem w twórczości Emila Polita jest malarstwo o tematyce sakralnej. W jego dorobku artystycznym znajduje się pięć realizacji Drogi Krzyżowej, polichromia w Katedrze Rzeszowskiej, oraz wiele obrazów o tematyce religijnej w kościołach: Rzeszowie, Matysówce, Trzebownisku, Nowej Dębie, Soninie, Rogóżnie, Łące, Łukawcu.
Został odznaczony Brązowym (1995) i Złotym (pośmiertnie, 2024) Krzyżem Zasługi.